# US Green Building Council
El US Green Building Council (USGBC), cofundat per Mike Italiano, David Gottfried i Rick Fedrizzi el 1993, és una organització privada sense ànim de lucre 501(c)3, basada en membres que promou la sostenibilitat en el disseny, la construcció i la construcció d'edificis. funcionament. USGBC és més conegut pel seu desenvolupament dels sistemes de qualificació d'edificis ecològics Leadership in Energy and Environmental Design (LEED) i per la seva conferència i exposició anual Greenbuild International, la conferència i l'exposició més gran del món dedicada a la construcció ecològica. USGBC va ser un dels vuit consells nacionals que van ajudar a fundar el World Green Building Council (WorldGBC). L'actual president i conseller delegat és Peter Templeton.
A través de la seva associació amb Green Business Certification Inc. (GBCI), USGBC ofereix un conjunt de credencials professionals LEED que denoten experiència en el camp de la construcció ecològica. USGBC incentiva la certificació LEED atorgant punts de certificació addicionals als projectes de construcció realitzats amb un professional certificat per LEED a la plantilla.

## Lideratge en disseny energètic i ambiental (LEED)
El sistema de qualificació d'edificis verds LEED (LEED) és un programa que proporciona la verificació d'edificis ecològics per part de tercers. Els sistemes de qualificació LEED s'adrecen tant a una àmplia varietat de tipus d'edificis, com ara edificis comercials, habitatges, barris, comerços, assistència sanitària i escoles, així com totes les fases del cicle de vida de l'edifici, inclosos el disseny, la construcció, les operacions i el manteniment. Els projectes poden obtenir un dels quatre nivells de certificació LEED (certificat, plata, or o platí) aconseguint un nombre determinat de crèdits basats en punts dins del sistema de qualificació.
El desenvolupament de LEED va començar el 1993, encapçalat pel científic sènior del Natural Resources Defense Council (NRDC), Robert K. Watson. JD Polk, cofundador de Solar Cells Inc (First Solar), també va contribuir a les directrius establertes en la formació inicial, com va fer l'advocat solar de molt temps Lawton Chiles, governador de Florida en aquell moment. Com a president fundador del comitè de direcció LEED, Watson va liderar un procés de consens ampli fins al 2007, que va reunir organitzacions sense ànim de lucre, agències governamentals, arquitectes, enginyers, desenvolupadors, constructors, fabricants de productes i altres líders del sector. La iniciativa LEED va comptar amb el suport d'una forta Junta Directiva de l'USGBC, presidida per Steven Winter de 1999 a 2003, i un personal molt actiu, inclòs Nigel Howard. En aquell moment, el vicepresident sènior de LEED de l'USGBC, Scot Horst, es va convertir en president del comitè de direcció de LEED abans d'incorporar-se al personal de l'USGBC. Els primers membres del comitè LEED també incloïen el cofundador de USGBC Mike Italiano, els arquitectes Bill Reed i Sandy Mendler, el constructor Gerard Heiber i Myron Kibbe i l'enginyer Richard Bourne. A mesura que va créixer l'interès per LEED, l'any 1996, els enginyers Tom Paladino i Lynn Barker van copresidir el recentment format comitè tècnic de LEED.